# ISO 3166-2:UY
ISO 3166-2:UY és un estàndard ISO que defineix els codis geogràfics de l'Uruguai seguint la divisió departamental. És un subconjunt de l'ISO 3166-2.
Actualment, els dinou departaments de l'Uruguai tenen assignat un codi ISO. Cada codi comença amb UY- (del castellà Uruguay), seguit per dues lletres.

## Codis actuals
Els codis i els noms de subdivisió apareixen a la llista seguint l'estàndard oficial publicat per l'ISO 3166 Maintenance Agency (ISO 3166/MA).
| Codi  | Subdivisió     |
| ----- | -------------- |
| UY-AR | Artigas        |
| UY-CA | Canelones      |
| UY-CL | Cerro Largo    |
| UY-CO | Colonia        |
| UY-DU | Durazno        |
| UY-FS | Flores         |
| UY-FD | Florida        |
| UY-LA | Lavalleja      |
| UY-MA | Maldonado      |
| UY-MO | Montevideo     |
| UY-PA | Paysandú       |
| UY-RN | Río Negro      |
| UY-RV | Rivera         |
| UY-RO | Rocha          |
| UY-SA | Salto          |
| UY-SJ | San José       |
| UY-SO | Soriano        |
| UY-TA | Tacuarembó     |
| UY-TT | Treinta y Tres |